# Pandémie de Covid-19 aux Îles Salomon
La pandémie de Covid-19 aux Îles Salomon démarre officiellement le 3 octobre 2021. À la date du 21 septembre 2022, le bilan est de 153 morts.

## Premières mesures
Lorsque la maladie s'étend à travers le monde, le 27 mars 2020 les Salomon interdisent tout vol entrant sur leur territoire. Le gouvernement ordonne la fermeture des boîtes de nuit, des bars à kava et des casinos, au cas où le virus serait déjà sur le territoire national. Il s'avère qu'il ne l'est pas, et le pays maintient closes ses frontières pour s'en préserver. Début avril, les Salomon sont frappées par le cyclone Harold, et doivent gérer les crises qu'il occasionne (foyers détruits, manque d'eau potable et de nourriture dans les zones atteintes) tout en poursuivant la mise en place de mesures sanitaires préventives face à la pandémie. Mi-avril, les États océaniens des Kiribati, des îles Marshall, de la Micronésie, de Nauru, des Palaos, des Samoa, des Salomon, des Tonga, des Tuvalu et de Vanuatu sont les seuls pays au monde, outre les Comores dans l'océan Indien, à n'avoir aucun cas recensé de malade du Covid-19, ayant chacun pris d'importantes mesures préventives et ayant fermé leurs frontières.
Bien qu'épargnées par le virus, les Salomon subissent les conséquences économiques et sociales de leur isolement sanitaire, avec une projection de croissance économique négative de -4,9 %, des pertes d'emploi et la perte d'approvisionnement en produits importés. Le gouvernement met en place une aide économique aux personnes et aux entreprises.

## Premiers cas
| Cas de Covid-19 recensés aux Salomon | Cas de Covid-19 recensés aux Salomon | Cas de Covid-19 recensés aux Salomon | Cas de Covid-19 recensés aux Salomon | Cas de Covid-19 recensés aux Salomon |
| ------------------------------------ | ------------------------------------ | ------------------------------------ | ------------------------------------ | ------------------------------------ |
|                                      | décès guérisons cas actifs           |                                      |                                      |                                      |
| Date                                 |                                      |                                      | Nombre de cas*                       |                                      |
| 3 octobre 2020                       | 0†                                   |                                      | 1                                    | 1                                    |
| 11 octobre 2020                      | 0†                                   |                                      | 2                                    | 2                                    |
| 15 octobre 2020                      | 0†                                   |                                      | 3                                    | 3                                    |
| 22 octobre 2020                      | 0†                                   |                                      | 4                                    | 4                                    |
| 27 octobre 2020                      | 0†                                   |                                      | 8                                    | 8                                    |
| 2 novembre 2020                      | 0†                                   |                                      | 13                                   | 13                                   |
| 9 novembre 2020                      | 0†                                   |                                      | 16                                   | 16                                   |
| 9 décembre 2020                      | 0†                                   |                                      | 16                                   | 16                                   |
| 21 décembre 2020                     | 0†                                   |                                      | 16                                   | 16                                   |
| 11 janvier 2021                      | 0†                                   |                                      | 16                                   | 16                                   |
| 8 février 2021                       | 0†                                   |                                      | 17                                   | 17                                   |
| 28 mars 2021                         | 0†                                   |                                      | 19                                   | 19                                   |
| 9 avril 2021                         | 0†                                   |                                      | 20                                   | 20                                   |
| 26 avril 2021                        | 0†                                   |                                      | 20                                   | 20                                   |
| 28 avril 2021                        | 0†                                   |                                      | 20                                   | 20                                   |
| 15 juillet 2021                      | 0†                                   |                                      | 21                                   | 21                                   |

En septembre, des étudiants salomonais à l'étranger sont progressivement rapatriés. Dix-huit étudiants salomonais aux Philippines sont atteints par le virus, et doivent attendre en zone de quarantaine dans ce pays avant de pouvoir revenir aux Salomon. Le 3 octobre, toutefois, le Premier ministre Manasseh Sogavare annonce qu'un étudiant rapatrié s'avère être contaminé, bien que trois tests avant son départ des Philippines se soient révélés négatifs. Le jeune homme, asymptomatique, est maintenu en quarantaine à Honiara, la capitale des Salomon, et les personnes ayant été en contact avec lui sont également isolées,.
Le 11 octobre, un second cas est identifié. Il s'agit d'un autre étudiant, rapatrié sur le même vol que le premier, et qui aurait été contaminé durant son rapatriement. Il est lui aussi asymptomatique, et à l'instar de tous ses camarades, avait été placé en quarantaine en isolement pour observation dès son entrée dans le pays.
Le 15 octobre, un troisième étudiant rapatrié sur ce vol, et en quarantaine depuis, est révélé être contaminé. Dans le même temps, le nombre de ressortissants salomonais aux Philippines identifiés comme étant contaminés se monte à vingt-deux. Le retour au pays leur demeure interdit tant qu'ils ne sont pas guéris. Le 22 octobre, un quatrième étudiant, présentant lui des symptômes de la maladie, est révélé comme étant atteint. Dans le même temps, les trois premiers patients ne présentent plus de trace du virus.
Le 27 octobre, il y a quatre cas supplémentaires : quatre des douze jeunes footballeurs nouvellement rapatriés après avoir passé plusieurs mois au Royaume-Uni. Le Premier ministre Manasseh Sogavare indique que certains avaient menti sur leur condition physique afin de pouvoir rentrer au pays, et qu'ils seront sanctionnés à l'issue de leur période de quarantaine. Dans le même temps, il révèle que le quatrième et dernier patient parmi les étudiants rapatriés des Philippines et contaminés ne présente plus de trace du virus. Le 2 novembre, quatre autres des footballeurs rapatriés, ainsi qu'un citoyen sud-coréen arrivé sur ce même vol, sont identifiés comme étant contaminés, portant le total de cas à treize.
Le 9 novembre, trois nouveaux cas sont identifiés : deux parmi les footballeurs, et une personne rapatriée des Philippines.

## Situation en décembre 2020
Au 9 décembre, il n'y a plus que cinq cas actifs maintenus en quarantaine. Le 21 décembre, l'un des cinq derniers patients est considéré comme guéri.

## Situation en janvier 2021
Au 11 janvier, il reste deux cas actifs, les deux autres patients étant guéris. Il n'y a pas eu de nouveaux cas.
Le 28 janvier, un étudiant autorisé à rentrer chez lui deux jours plus tôt est testé positif. Il est rappelé, testé à nouveau, et le test cette fois est négatif. Les autorités sanitaires déploient une campagne de tests dans le village à Malaita où il réside, tout en rassurant le public quant au fait que le jeune homme n'était très probablement pas infectieux. Les autorités concluent que le test positif était un faux positif, mais gardent le jeune homme à nouveau en quarantaine.

## Situation de février à juillet 2021
Le 8 février, un étudiant rapatrié des Philippines le 21 janvier se révèle positif au virus. Dans le même temps, les deux derniers patients précédents, deux footballeurs salomonais revenus du Royaume-Uni, sont testés positifs après plusieurs tests négatifs, et sont donc maintenus en quarantaine.
Deux nouveaux cas sont identifiées parmi les personnes en quarantaine préventive nouvellement arrivées dans le pays, le 28 mars et le 9 avril, portant le total à vingt. Les patients précédents étant tous guéris, ce sont les deux seuls cas actifs. Au 26 avril, il n'y a plus qu'un cas actif. Ce dernier patient est déclaré guéri le 28 avril,.
Le 21 mai commence une campagne de vaccination de la population, au moyen du vaccin Sinopharm.
Le 15 juillet, un marin sur un vaisseau cargo on provenance du Viêt Nam via les Philippines s'avère être atteint par la maladie. Le vaisseau est en quarantaine préventive en mer lorsque le test de dépistage se révèle positif. Les personnels de santé ayant effectué les tests sont alors également placés en quarantaine.

## Statistiques

Nombre de cas aux Îles Salomon depuis le début de l'épidémie.

Nombre de morts aux Îles Salomon depuis le début de l'épidémie.